# جيمس هاينز (لاعب كرة قدم أمريكية)
جيمس هاينز (بالإنجليزية: James Haynes)‏ هو لاعب كرة قدم أمريكية أمريكي، ولد في 9 أغسطس 1960 في تالولاه في الولايات المتحدة.

## وصلات خارجية
- جيمس هاينز على موقع مرجع كرة القدم المحترفة.كوم (الإنجليزية)
- جيمس هاينز على موقع JustSportsStats.com (الإنجليزية)